# سیارک ۱۹۸۱۵
سیارک ۱۹۸۱۵ (به انگلیسی: 19815 Marshasega، نامگذاری:2000ST127) نوزده هزار و هشتصد و پانزدهمین سیارک کشف شده‌است که در ۲۴ سپتامبر ۲۰۰۰ کشف شد.
قدر مطلق سیارک برابر ۱۴.۱ است.